# كريس كارتر
كريس كارتر (بالإنجليزية: Chris Carter) (و. 1982  م) هو لاعب كرة قاعدة، من الولايات المتحدة، ولد في فريمونت، كاليفورنيا، يلعب كقلب الدفاع ‏، ولاعب دفاع ‏.

## التعليم
تعلم في جامعة ستانفورد.

## روابط خارجية
- كريس كارتر على موقع دوري كرة القاعدة الرئيسي (الإنجليزية)
- كريس كارتر على موقع الدوري الياباني لكرة القاعدة (الإنجليزية)
- كريس كارتر على موقعبيزبول رفرنس.كوم (الدوري الرئيسي) (الإنجليزية)
- كريس كارتر على موقعبيزبول رفرنس.كوم (الدوري الثانوي) (الإنجليزية)
- كريس كارتر على موقع إي إس بي إن.كوم (أم.أل.بي) (الإنجليزية)
- كريس كارتر على موقع مشجعي الرسوم البيانية (الإنجليزية)